# عامرية الفلوجة
33°09′55″N 43°51′56″E / 33.1652891°N 43.86549°E

العَامِريّة أو عَامِرية الفَلّوجَة(كما تسمى محلياً) هي مدينة عراقية تقع غرب العراق في الأنبار على بعد حوالي (40) كم غرب العاصمة بغداد و (30) كم جنوب مدينة الفلوجة، ينتمي أهالي العامرية في الغالب لعشيرة (ألبو عيسى)، ويبلغ إجمالي عدد سكانها (30,000) نسمة، يشكل الذين يسكنون المناطق الحضرية (19,000) نسمة من السكان بحسب بيان وزارة التخطيط.
تطل العامرية على نهر الفرات، في الجانب المقابل لمدينة الفلوجة، وتمتد العامرية إلى عمق الصحراء مسافة قدرها (9) تسعة كيلومترات.
ومن أبرز المناطق الموجودة في ناحية العامرية هي منطقة (الفَارس العَرَبيّ)، وهي عبارة عن مجمع سكني حديث ذو تصميم عمراني متميز وهذا المجمع يضم حوالي (500) وحدة سكنية (حسب بيان وزارة التخطيط في العراق)، وكل وحدة سكنية تشمل دور وعمارات سكنية، وكذلك يعتبر هذا المجمع السكني حي متكامل من جميع النواحي، ويضم فضلا عن الدور والشقق السكنية، الأسواق ذو الطراز الحديث، ومدارس، وإعداديات، ورياض أطفال، ودور حضانة راقية التصميم، وبنايات خدمية وصحية، فضلاً عن إنشاء مستشفى عام داخل المجمع، وكذلك يحتوي على الأماكن الترفيهية، مثل المسبح المكشوف الذي تم تصميمه حسب المواصفات العالمية، وكذلك قاعة السينما، ومبنى النادي الرياضي، ومرافق أخرى، وأنشأت شركة هيونداي الكورية هذا المجمع السكني حيث تم إكمال هذا المشروع العملاق وتدشينه عام 1982م.
تنتشر البساتين والنخيل على جانبي المدينة (الشرقي والشمالي) بكثافة، تتبع العامرية مجمعات سكنية أخرى تقع بين العامرية وبحيرة الرزازة، لم يكتمل بناؤها، ومن ثم سكنها النازحين. وهناك مشاريع أخرى لبناء أحياء جديدة بجانب حي الفارس، وأيضا لتوزيع قطع الأراضي مجاناً على العوائل (ثلاث دونمات للأسرة الواحدة) جنوب العامرية وحي الفارس وبالإضافة لمشروع قناة نهر الفرات؛ لتصل المياة إلى صحراء العامرية لإقامة مشاريع زراعية.

## أحداث أمنية
خلال الحرب الأمريكية على العراق شهدت الأقضية الشمالية لمدينة العامرية اشتباكات عنيفة، كمدينة الفلوجة والرمادي ولكن في نهاية عام 2007 م توقفت المظاهر المسلحة وتم إنشاء الشرطة المحلية لحفظ الأمن.
ودخلت داعش عامرية الفلوجة بعد أحداث الموصل في 09 حزيران 2014، وبعد ذلك سيطرت العشائر من أهل المنطقة على الجزء الجنوبي من العامرية، فيما تتمركز داعش في الجزء الشمالي منها.
وتنوي قوات الجيش العراقي والحشد الشعبي والمتطوعين بعد دخولهم لناحية جرف النصر الاتجاه لدخول هذه المنطقة، والأحداث لا تزال جارية.

## أحداث الأنبار 2014-2015
تسيطر قوات الشرطة ومسلحو عشيرة البوعيسى على قضاء العامرية، بقيت مدينة عامرية الفلوجة منطقة مسالمة هادئة بعد الانسحاب الأمريكي ولم تشهد اشتباكات أو معارك خلال احداث الانبار عامي 2014-2015،[بحاجة لمصدر] نزحت نحو 16 الف عائلة من الرمادي والفلوجة قضاء العامرية نتجية المعارك الدائرة خلال عامي 2014-2015، وتعتبر العامرية منطقة امنة مقارنة ببقية مناطق الانبار.[بحاجة لمصدر]